# 紀元前80年
紀元前80年（きげんぜん80ねん）は、ローマ暦の年である。

## 他の紀年法
- 干支 : 辛丑
- 日本
  - 崇神天皇18年
  - 皇紀581年
- 中国
  - 前漢 : 元鳳元年
- 朝鮮
  - 檀紀2254年
- 仏滅紀元 : 465年
- ユダヤ暦 : 3681年 - 3682年

## できごと

### ローマ
- バエティス川の戦い(en)で、クイントゥス・セルトリウスに率いられた反乱軍がルキウス・フルフィディアスに率いられた正規軍を破った。セルトリウス戦役が勃発し、クィントゥス・カエキリウス・メテルス・ピウスがルキウス・コルネリウス・スッラに代わって指揮を執った。

### エジプト
- プトレマイオス12世がプトレマイオス11世を引き継いで王座についた。
- アレクサンドリアがローマ帝国の司法権の下に置かれた。

### 中国
- 元鳳元年九月、燕王劉旦・鄂邑長公主・左将軍上官桀・驃騎将軍上官安・御史大夫桑弘羊らの謀反が発覚し、誅された。

### 芸術
- ローマ帝国の芸術家が、壁に舞台や景色の絵を描き、視覚的に部屋を広げることが流行した。

### 文学
- ガダラのメレアグロスが、これまで知られている最古のギリシア詩のアンソロジーであるGarlandを出版した。

## 死去
- カエキリア・メテッラ（英語版）
- 燕王劉旦
- 鄂邑長公主（中国語版）
- 上官桀
- 上官安
- 桑弘羊
- 丁外人